# 8313 Christiansen
8313 Christiansen (1996 YU1) là một tiểu hành tinh vành đai chính được phát hiện ngày 19 tháng 12 năm 1996 bởi Chương trình tiểu hành tinh Bắc Kinh Schmidt CCD ở Xinglong.